# Centistidea sculpturator
Centistidea sculpturator är en stekelart som först beskrevs av Sergey A. Belokobylskij 1989.  Centistidea sculpturator ingår i släktet Centistidea och familjen bracksteklar. Inga underarter finns listade.